# Farmahin
Farmahīn (farsi فرمهین) è una città dello shahrestān di Farahan, circoscrizione Centrale, nella provincia di Markazi in Iran. Aveva, nel 2006, una popolazione di 3.566 abitanti.